# Lijst van voetbalinterlands Cookeilanden - Vanuatu
Deze lijst van voetbalinterlands is een overzicht van alle officiële voetbalwedstrijden tussen de nationale teams van de Cookeilanden en Vanuatu. De landen speelden tot op heden een keer tegen elkaar. Dat was een kwalificatiewedstrijd voor het Wereldkampioenschap voetbal 2002 op 6 juni 2001 in Auckland (Nieuw-Zeeland).

## Wedstrijden
| № | Plaats   | Datum       | Competitie           | Wedstrijd              | Uitslag |
| - | -------- | ----------- | -------------------- | ---------------------- | ------- |
| 1 | Auckland | 6 juni 2001 | WK 2002 kwalificatie | Cookeilanden − Vanuatu | 1 − 8   |

## Samenvatting
| Competitie      | Totaal gespeeld | Winst Cookeilanden | Gelijk | Winst Vanuatu | Doelsaldo Cookeilanden – Vanuatu |
| --------------- | --------------- | ------------------ | ------ | ------------- | -------------------------------- |
| WK-kwalificatie | 1               | 0                  | 0      | 1             | 1 − 8                            |
| Totaal          | 1               | 0                  | 0      | 1             | 1 − 8                            |

CIFA · 
Cookeilands vrouwenelftal
Interlands
Tegenstander:
Amerikaans-Samoa ·
Australië ·
Fiji ·
Nieuw-Caledonië ·
Nieuw-Zeeland ·
Papoea-Nieuw-Guinea ·
Salomonseilanden ·
Samoa ·
Tahiti ·
Tonga ·
Vanuatu
VFF · 
Vanuatuaans vrouwenelftal
Interlands
Tegenstander:
Amerikaans-Samoa ·
Australië ·
Brunei ·
Cookeilanden ·
Estland ·
Fiji ·
Guam ·
Guinee ·
India ·
Indonesië ·
Libanon ·
Mongolië ·
Nieuw-Caledonië ·
Nieuw-Zeeland ·
Papoea-Nieuw-Guinea ·
Salomonseilanden ·
Samoa ·
Tahiti ·
Tonga